# Józef Ziemiański (podpułkownik)
Józef Ziemiański (ur. 22 grudnia 1890 w Jasionowie) – podpułkownik artylerii Wojska Polskiego, kawaler Orderu Virtuti Militari.

## Życiorys
Urodził się w Jasionowie, w ówczesnym powiecie brzozowskim Królestwa Galicji i Lodomerii, w rodzinie Kaspra i Marii z Niezgodzkich. W czasie I wojny światowej walczył w szeregach cesarskiej i królewskiej armii. Jego oddziałem macierzystym był c. i k. pułk artylerii polowej nr 24. Na stopień chorążego został mianowany ze starszeństwem z 1 lipca 1916, a na stopień podporucznika ze starszeństwem z 1 stycznia 1917 w korpusie oficerów rezerwy artylerii polowej i górskiej.
9 września 1920 został zatwierdzony z dniem 1 kwietnia 1920 w stopniu kapitana, w artylerii, w grupie oficerów byłej armii austro-węgierskiej. Służył wówczas w 4 pułku artylerii polowej. 3 maja 1922 został zweryfikowany w stopniu kapitana ze starszeństwem z dniem 1 czerwca 1919 i 150. lokatą w korpusie oficerów artylerii, a jego oddziałem macierzystym był nadal 4 pap. Później został przeniesiony do 19 pułku artylerii polowej w Nowej Wilejce na stanowisko pełniącego obowiązki dowódcy III dywizjonu w Lidzie. 12 kwietnia 1927 został mianowany majorem ze starszeństwem z dniem 1 stycznia 1927 i 4. lokatą w korpusie oficerów artylerii. Po awansie został zatwierdzony na stanowisku dowódcy III dywizjonu. W marcu 1932 został przeniesiony do 5 pułku artylerii ciężkiej w Krakowie na stanowisko kwatermistrza.
Na stopień podpułkownika został mianowany ze starszeństwem z dniem 1 sierpnia 1938 i 2. lokatą w korpusie oficerów artylerii. Był to tzw. „awans emerytalny” związany z przeniesieniem w stan spoczynku. Z dniem 31 grudnia 1938 został przeniesiony w stan spoczynku. W styczniu 1939 mieszkał w Wieliczce przy ul. Kochanowskiego 1.

## Ordery i odznaczenia
- Krzyż Srebrny Orderu Wojskowego Virtuti Militari nr 4372[14]
- Złoty Krzyż Zasługi (10 listopada 1928)[15][14]

austro-węgierskie
- Brązowy Medal Zasługi Wojskowej z mieczami na wstążce Krzyża Zasługi Wojskowej[16]
- Srebrny Medal Waleczności 2 klasy[16]
- Krzyż Wojskowy Karola[16]